# 绿叶木蓼
绿叶木蓼（学名：Atraphaxis laetevirens）为蓼科木蓼属下的一个种。

## 扩展阅读
- 維基物種上的相關：绿叶木蓼